# Pelikaner
Pelikaner (Pelecanidae) är en liten familj fåglar inom ordningen pelikanfåglar med säregen näbb. De förekommer främst i tropiska samt vattennära områden över stora delar av jorden där de lever främst av fisk. 

## Utseende

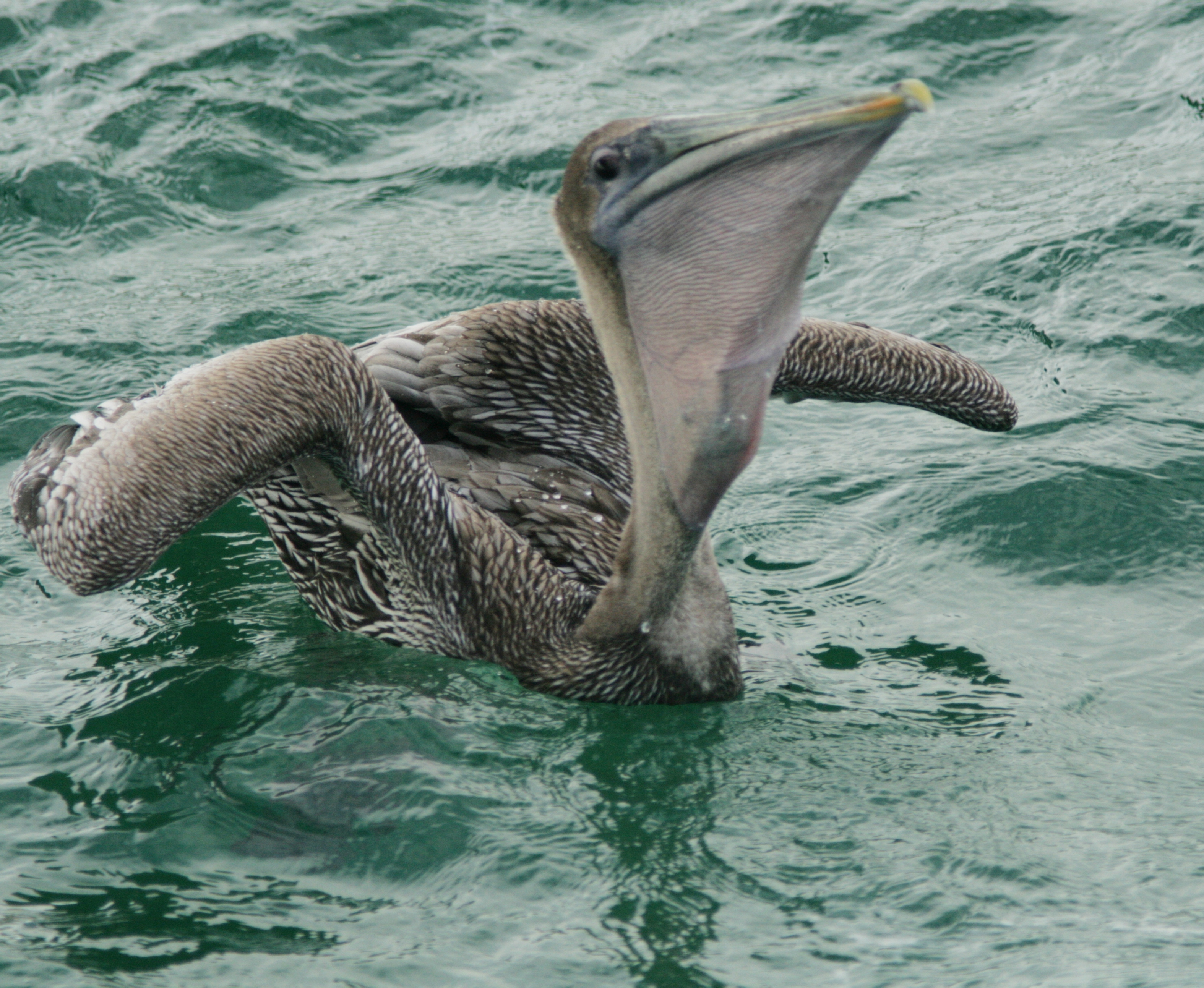
Brun pelikan som visar säcken i undernäbben

Pelikaners främsta kännetecken är den säregna näbben med ett slags säck i undernäbben som används för att fånga in byten och låta vattnet rinna av. Säcken är utspänd och stängs med övernäbben, som i stället är tunn och platt. Kroppen är klumpig och stor, men halsen smäcker och välvd. Strupen och ögonpartiet är naket, men fjäderdräkten i övrigt riklig och tät och ganska yvig. Honor och hannar är tämligen lika varandra.

## Utbredning
De åtta nu levande arterna finns från tropiska latituder till den tempererade zonen, i stort sett runt hela jorden. De saknas dock i det inre av södra Sydamerika och på haven långt från kusterna. I en del andra regioner förekommer de endast fläckvis. De pelikaner som påträffats i Sverige anses inte spontana utan bedöms utgöra förrymda djurparksexemplar.

## Beteende och häckning

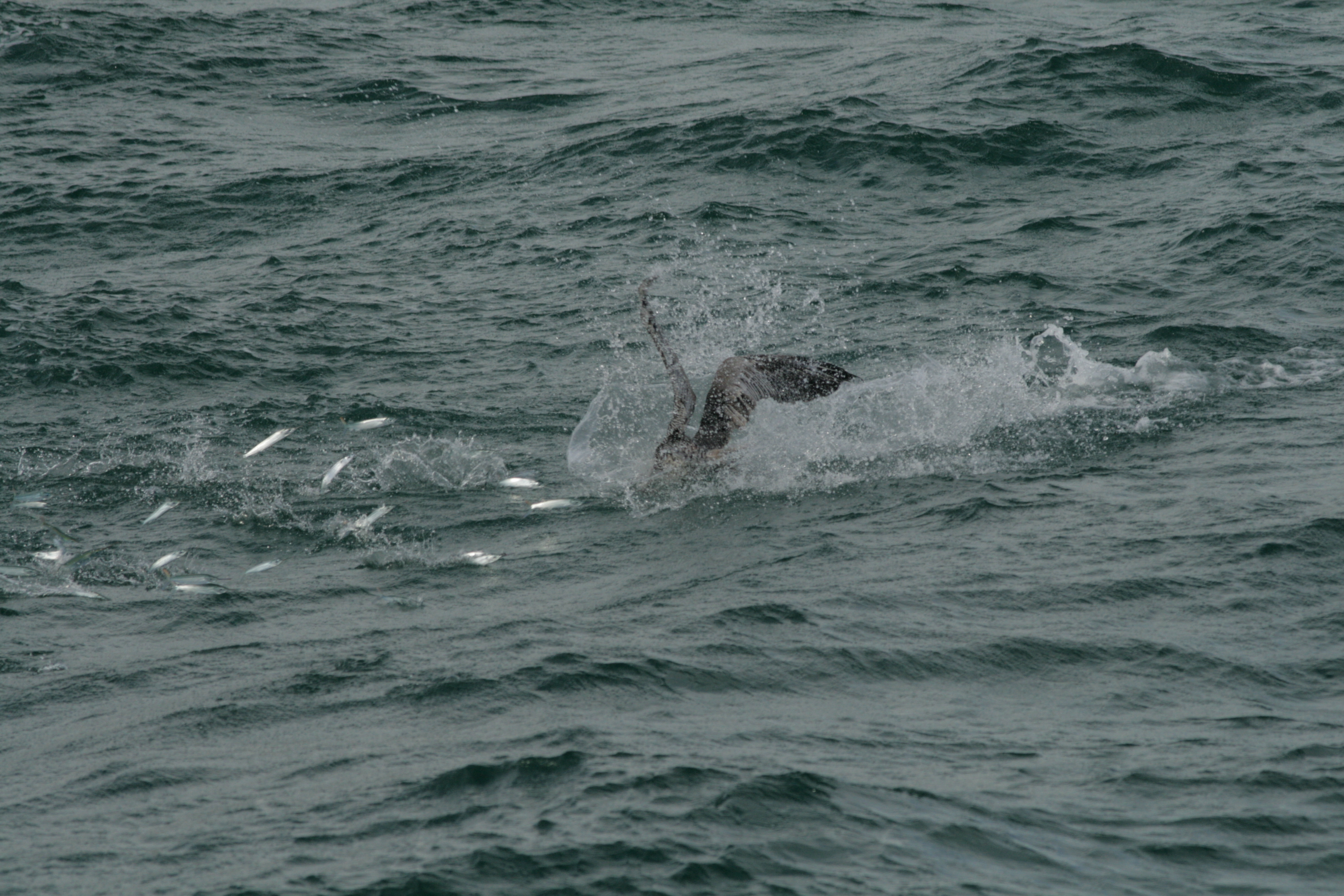
Brun pelikan som jagar efter fisk och fiskar som hoppar för att klara sig undan

Deras gång är ganska upprätt, och de är duktiga simmare. Endast ett fåtal arter dyker efter föda; de flesta fiskar vid vattenytan. Pelikaner lever i flockar av hundra- eller tusental, och samarbetar i det mesta de företar sig. Sinsemellan är de fredliga, men de går inte väl ihop med andra arter. Häckningen sker i våtmarker. De lägger 2-4 ägg i bon om 2,5 meter i diameter. Ungarna kläcks efter 38 dagar, och är grå och duniga. Honor och hannar turas om att ruva äggen och är tillgivna föräldrar. Pelikaner kan tämjas, och förökar sig ofta i fångenskap. De lever av fisk och andra ryggradsdjur, t.ex. fågelungar av kapsulor eller änder.

## Systematik
Pelikanerna ansågs länge vara evolutionärt nära besläktade med fregattfåglar, skarvar, sulor och tropikfåglar, men nu vet man att de är närmast släkt med träskonäbb och skuggstork. Dessa tre grupper ingår nu i ordningen Pelecaniformes, som även inkluderar hägrar och ibisar.
Pelikanernas hemhörighet i livets träd visas i följande kladogram.
|  | Ardeidae          |
|  |                   |
|  | Threskiornithidae |
|  |                   |

|  | \| \| Skuggstork \| \| \| \| \| \| Träskonäbb \| \| \| \| |
|  |                                                           |
|  | Pelikaner                                                 |
|  |                                                           |
|  | Skuggstork                                                |
|  |                                                           |
|  | Träskonäbb                                                |
|  |                                                           |

|  | Skuggstork |
|  |            |
|  | Träskonäbb |
|  |            |

|  | Ardeidae          |
|  |                   |
|  | Threskiornithidae |
|  |                   |

|  | \| \| Skuggstork \| \| \| \| \| \| Träskonäbb \| \| \| \| |
|  |                                                           |
|  | Pelikaner                                                 |
|  |                                                           |
|  | Skuggstork                                                |
|  |                                                           |
|  | Träskonäbb                                                |
|  |                                                           |

|  | Skuggstork |
|  |            |
|  | Träskonäbb |
|  |            |

|  | Ardeidae          |
|  |                   |
|  | Threskiornithidae |
|  |                   |

|  | \| \| Skuggstork \| \| \| \| \| \| Träskonäbb \| \| \| \| |
|  |                                                           |
|  | Pelikaner                                                 |
|  |                                                           |
|  | Skuggstork                                                |
|  |                                                           |
|  | Träskonäbb                                                |
|  |                                                           |

|  | Skuggstork |
|  |            |
|  | Träskonäbb |
|  |            |

|  | Ardeidae          |
|  |                   |
|  | Threskiornithidae |
|  |                   |

|  | \| \| Skuggstork \| \| \| \| \| \| Träskonäbb \| \| \| \| |
|  |                                                           |
|  | Pelikaner                                                 |
|  |                                                           |
|  | Skuggstork                                                |
|  |                                                           |
|  | Träskonäbb                                                |
|  |                                                           |

|  | Skuggstork |
|  |            |
|  | Träskonäbb |
|  |            |

Pelikanerna kan delas upp i två undergrupper: De som mestadels är helvita och som häckar direkt på marken, och de med grå eller brun fjäderdräkt som häckar i träd eller på klippor. Familjens indelning i arter och underarter är under diskussion. Exempelvis behandlades tidigare taxonet roseus, ibland kallad rosenpelikan och som återfinns i Kina och andra länder i Östasien, som en egen art men anses numera vara en underart av den vanliga vita pelikanen (Pelecanus onocrotatus roseus). Ibland behandlas perupelikan (Pelecanus thagus)  som en underart till brun pelikan (Pelecanus occidentalis).

### Arter inom familjen

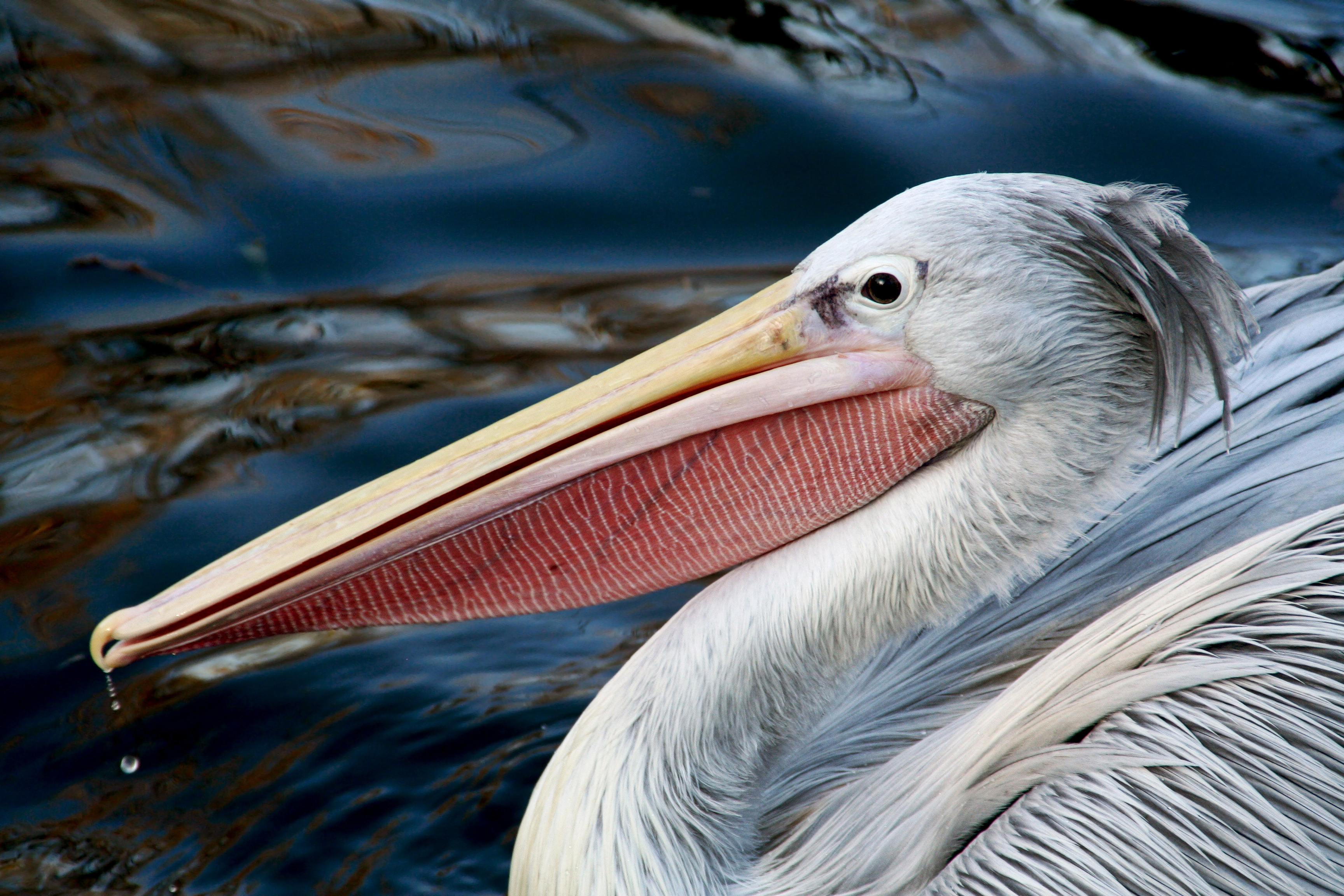
Rosaryggig pelikan (Pelecanus rufescens)

- Brun pelikan (Pelecanus occidentalis)
- Perupelikan (Pelecanus thagus)
- Hornpelikan (Pelecanus erythrorhynchos)
- Vit pelikan (Pelecanus onocrotalis)
- Krushuvad pelikan (Pelecanus crispus)
- Rosaryggig pelikan (Pelecanus rufescens)
- Fläcknäbbad pelikan (Pelecanus philippensis)
- Australisk pelikan (Pelecanus conspicillatus)

### Fossila arter
Från fossila fynd är det känt att pelikaner har existerat i över 40 miljoner år. Den äldsta kända fossila lämningen av Pelecanus är funnen i lager från tidig miocen i Frankrike. Förhistoriska släkten har döpts till Protopelicanus och Miopelecanus. Den föreslagna pelikanen Liptornis funnen i lager från miocen i Argentina är nomen dubium, då den är baserad på hittills overifierbara fragment.
Nedan följer de förhistoriska pelikaner man idag känner till:
- Pelecanus cadimurka – sen pliocen från South Australia
- Pelecanus cautleyi – tidig pliocen, Indien
- Pelecanus fraasi – mellersta miocen, Tyskland
- Pelecanus gracilis – tidig miocen, Frankrike
- Pelecanus halieus – sen pliocen, Idaho, USA
- Pelecanus intermedius – mellersta miocen, Tyskland
- Pelecanus odessanus – sen miocen, Ukraina
- Pelecanus schreiberi – tidig pliocen, North Carolina, USA
- Pelecanus sivalensis – tidig pliocen, Indien
- Pelecanus tirarensis – sen oligocen till mellersta miocen, South Australia